# Rifargia phanerostigma
Rifargia phanerostigma är en fjärilsart som beskrevs av Dyar 1910. Rifargia phanerostigma ingår i släktet Rifargia och familjen tandspinnare. Inga underarter finns listade.